# Tyloptera ogatai
Tyloptera ogatai är en fjärilsart som beskrevs av Inoue 1965. Tyloptera ogatai ingår i släktet Tyloptera och familjen mätare. Inga underarter finns listade i Catalogue of Life.